# Machaeraptenus yepezi
Machaeraptenus yepezi là một loài bướm đêm thuộc phân họ Arctiinae, họ Erebidae.